# Azerbejdżan na Letnich Igrzyskach Olimpijskich 2016
Azerbejdżan na Letnich Igrzyskach Olimpijskich 2016 reprezentowało 56 zawodników: 42 mężczyzn i 14 kobiet. Był to szósty start reprezentacji Azerbejdżanu na letnich igrzyskach olimpijskich.

## Zdobyte medale
| Medal  | Zawodnik               | Dyscyplina  | Konkurencja                            | Rezultat                                                                         | Data        |
| ------ | ---------------------- | ----------- | -------------------------------------- | -------------------------------------------------------------------------------- | ----------- |
| Złoto  | Radik Isajew           | Taekwondo   | waga powyżej 80 kg mężczyzn            | W finale pokonał reprezentanta Nigru Abdoulrazak Issoufou                        | 20 sierpnia |
| Srebro | Rüstəm Orucov          | Judo        | waga do 73 kg mężczyzn                 | W finale uległ reprezentantowi Japonii Shōhei Ōno                                | 8 sierpnia  |
| Srebro | Elmar Qasımov          | Judo        | waga do 100 kg mężczyzn                | W finale uległ reprezentantowi Czech Lukáš Krpálek                               | 11 sierpnia |
| Srebro | Toğrul Əsgərov         | Zapasy      | styl wolny waga do 65 kg mężczyzn      | W finale uległ reprezentantowi Rosji Sosłan Ramonow                              | 21 sierpnia |
| Srebro | Wałentyn Demjanenko    | Kajakarstwo | C-1 200 m mężczyzn                     | 39,493 s                                                                         | 18 sierpnia |
| Srebro | Chietag Gaziumow       | Zapasy      | styl wolny waga do 97 kg mężczyzn      | W finale uległ reprezentantowi Stanów Zjednoczonych Kyle Snyder                  | 21 sierpnia |
| Srebro | Marija Stadnik         | Zapasy      | styl wolny waga do 48 kg kobiet        | W finale uległa reprezentantce Japonii Eri Tōsaka                                | 17 sierpnia |
| Srebro | Lorenzo Sotomayor      | Boks        | waga lekkopółśrednia mężczyzn          | W finale uległ reprezentantowi Uzbekistanu Fazliddin Gʻoibnazarov                | 21 sierpnia |
| Brąz   | Sabah Szari’ati        | Zapasy      | styl klasyczny waga do 130 kg mężczyzn | W pojedynku o brązowy medal pokonał reprezentanta Niemiec Eduard Poppa           | 15 sierpnia |
| Brąz   | Rəsul Çunayev          | Zapasy      | styl klasyczny waga do 66 kg mężczyzn  | W pojedynku o brązowy medal pokonał Koreańczyka Ryu Han-su                       | 15 sierpnia |
| Brąz   | Inna Osypenko-Radomska | Kajakarstwo | K-1 200 m kobiet                       | 40,401 s                                                                         | 16 sierpnia |
| Brąz   | Patimat Abakarowa      | Taekwondo   | Kategoria do 49 kg kobiet              | W walce o brązowy medal pokonała Francuzkę Yasmina Aziez                         | 17 sierpnia |
| Brąz   | Kamran Szachsuwarły    | Boks        | waga średnia mężczyzn                  | W półfinale uległ Kubańczykowi Arlen López                                       | 18 sierpnia |
| Brąz   | Natalija Synyszyn      | Zapasy      | styl wolny waga do 53 kg kobiet        | W pojedynku o brązowy medal pokonała reprezentantkę Wenezueli Betzabeth Argüello | 18 sierpnia |
| Brąz   | Hacı Əliyev            | Zapasy      | styl wolny waga do 57 kg mężczyzn      | W pojedynku o brązowy medal pokonał reprezentanta Bułgarii Władimira Dubowa      | 19 sierpnia |
| Brąz   | Cəbrayıl Həsənov       | Zapasy      | styl wolny waga do 74 kg mężczyzn      | W pojedynku o brązowy medal pokonał Uzbeka Bekzod Abdurahmonov                   | 19 sierpnia |
| Brąz   | Milad Bejgi            | Taekwondo   | kategoria do 80 kg mężczyzn            | W pojedynku o brązowy medal pokonał Polaka Piotra Pazińskiego                    | 19 sierpnia |
| Brąz   | Şərif Şərifov          | Zapasy      | styl wolny waga do 86 kg mężczyzn      | W pojedynku o brązowy medal pokonał Wenezuelczyka Pedro Ceballos                 | 20 sierpnia |

## Skład reprezentacji

### Boks
Mężczyźni
| Zawodnik              | Konkurencja | 1/16             | 1/8                 | Ćwierćfinał        | Półfinał          | Finał              | Finał   | Źródło |
| Zawodnik              | Konkurencja | Przeciwnik Wynik | Przeciwnik Wynik    | Przeciwnik Wynik   | Przeciwnik Wynik  | Przeciwnik Wynik   | Miejsce | Źródło |
| --------------------- | ----------- | ---------------- | ------------------- | ------------------ | ----------------- | ------------------ | ------- | ------ |
| Rufat Huseynov        | 49 kg       | Hamunyela P 0-3  | NQ                  | NQ                 | NQ                | NQ                 | NQ      | [ 10 ] |
| Elvin Məmişzadə       | 52 kg       | BYE              | Sattybajew W 3-0    | Zoirov P 0-3       |                   |                    |         | [ 12 ] |
| Javid Chalabiyev      | 56 kg       | Jeralijew P 1-2  | NQ                  | NQ                 | NQ                | NQ                 | NQ      | [ 13 ] |
| Albiert Sielimow      | 60 kg       | BYE              | Joyce W 3-0         | Oumiha P 0-3       | NQ                | NQ                 | NQ      | [ 14 ] |
| Lorenzo Sotomayor     | 64 kg       | Matwijczuk W 3-0 | Amzile W 2-1        | Toledo W 3-0       | Harutyunyan W 3-0 | Gʻoibnazarov P 1-2 | srebro  | [ 15 ] |
| Parviz Bağırov        | 69 kg       | BYE              | Cissokho P 0-3      | NQ                 | NQ                | NQ                 | NQ      | [ 16 ] |
| Kamran Szachsuwarły   | 75 kg       | Zhao W 3-0       | Czebotariow W 2-1   | Alimchanuły W 2-1  | López P 0-3       | NQ                 | brąz    | [ 17 ] |
| Teymur Məmmədov       | 81 kg       | Sołonenko W 3-0  | Müllenberg W 3-0    | Nijazymbetow P 0-3 | NQ                | NQ                 | NQ      | [ 18 ] |
| Abdulkadir Abdullayev | 91 kg       | BYE              | Omba-Biongolo W TKO | Tulaganov P 0-3    | NQ                | NQ                 | NQ      | [ 19 ] |
| Məhəmmədrəsul Məcidov | ponad 91 kg | Arjaoui W 3-0    | Dyczko P 0-3        | NQ                 | NQ                | NQ                 | NQ      | [ 20 ] |

Kobiety
| Zawodnik          | Konkurencja | 1/8              | Ćwierćfinał      | Półfinał         | Finał            | Finał   | Źródło |
| Zawodnik          | Konkurencja | Przeciwnik Wynik | Przeciwnik Wynik | Przeciwnik Wynik | Przeciwnik Wynik | Miejsce | Źródło |
| ----------------- | ----------- | ---------------- | ---------------- | ---------------- | ---------------- | ------- | ------ |
| Jana Aleksiejewna | waga lekka  | BYE              | Yin P 0-3        | NQ               | NQ               | NQ      | [ 21 ] |

### Gimnastyka
Mężczyźni
| Zawodnik      | Konkurencja            | Kwalifikacje | Kwalifikacje | Kwalifikacje | Kwalifikacje | Kwalifikacje | Kwalifikacje | Kwalifikacje | Kwalifikacje | Finał    | Finał    | Finał    | Finał    | Finał    | Finał    | Finał  | Finał   | Źródło |
| Zawodnik      | Konkurencja            | Przyrząd     | Przyrząd     | Przyrząd     | Przyrząd     | Przyrząd     | Przyrząd     | Razem        | Pozycja      | Przyrząd | Przyrząd | Przyrząd | Przyrząd | Przyrząd | Przyrząd | Razem  | Pozycja | Źródło |
| Zawodnik      | Konkurencja            | F            | PH           | R            | V            | PB           | HB           | Razem        | Pozycja      | F        | PH       | R        | V        | PB       | HB       | Razem  | Pozycja | Źródło |
| ------------- | ---------------------- | ------------ | ------------ | ------------ | ------------ | ------------ | ------------ | ------------ | ------------ | -------- | -------- | -------- | -------- | -------- | -------- | ------ | ------- | ------ |
| Petro Pakniuk | wielobój indywidualnie | 14,133       | 14,233       | 13,600       | 14,300       | 14,166       | 13,783       | 84,215       | 34.          | NQ       | NQ       | NQ       | NQ       | NQ       | NQ       | NQ     | NQ      | [ 22 ] |
| Oleg Stepko   | wielobój indywidualnie | 13,900       | 14,975       | 14,033       | 14,400       | 15,300       | 13,600       | 86208        | 20.          | 12,266   | 13,100   | 14,533   | 14,916   | 13,800   | 10,466   | 79,081 | 22.     | [ 23 ] |

#### Gimnastyka artystyczna
| Zawodnik       | Konkurencja           | Eliminacje | Eliminacje | Finał  | Finał   | Źródło |
| Zawodnik       | Konkurencja           | Wynik      | Pozycja    | Wynik  | Pozycja | Źródło |
| -------------- | --------------------- | ---------- | ---------- | ------ | ------- | ------ |
| Marina Durunda | wielobój indywidualny | 70,348     | 8.         | 69,748 | 9.      | [ 24 ] |

### Judo
Mężczyźni
| Zawodnik           | Konkurencja | 1/16                  | 1/8                 | Ćwierćfinał       | Półfinał            | Repasaże              | Finał/ 3.miejsce  | Finał/ 3.miejsce | Źródło |
| Zawodnik           | Konkurencja | Przeciwnik Wynik      | Przeciwnik Wynik    | Przeciwnik Wynik  | Przeciwnik Wynik    | Przeciwnik Wynik      | Przeciwnik Wynik  | Pozycja          | Źródło |
| ------------------ | ----------- | --------------------- | ------------------- | ----------------- | ------------------- | --------------------- | ----------------- | ---------------- | ------ |
| Orxan Səfərov      | - 60 kg     | Postigos W 001-000    | Biestajew W 110-000 | Kitadai W 100-000 | Smietow P 000-100   | N/A                   | Takatō P 000-000  | 5.               | [ 25 ] |
| Nicat Şıxəlizadə   | - 66 kg     | Uriarte W 000-000     | Basile P 000-110    | NQ                | NQ                  | NQ                    | NQ                | NQ               | [ 26 ] |
| Rüstəm Orucov      | - 73 kg     | Chamza W 000-000      | Bensted W 100-000   | Ungvári W 010-000 | Muki W 001-000      | N/A                   | Ōno P 000-110     | srebro           | [ 27 ] |
| Məmmədəli Mehdiyev | - 90 kg     | Dienisow W 100-000    | Camilo W011-001     | Gwak P 000-100    | NQ                  | Otgonbaatar P 000-001 | NQ                | 7.               | [ 28 ] |
| Elmar Qasimov      | - 100 kg    | Chajbułajew W 011-000 | Bouyacoub W 010-010 | Darwish W 100-000 | Błoszenko W 100-000 | NQ                    | Krpálek P 000-100 | srebro           | [ 29 ] |
| Uşangi Kokauri     | +100 kg     | Ņikiforenko W 111-000 | Harasawa P 000-100  | N                 | N                   | N                     | N                 | N                | [ 30 ] |

### Kajakarstwo

#### Kajakarstwo klasyczne
Mężczyźni
| Zawodnik            | Konkurencja | Eliminacje | Eliminacje | Półfinały | Półfinały | Finał A/B | Finał A/B    | Pozycja | Źródło |
| Zawodnik            | Konkurencja | Czas       | Pozycja    | Czas      | Pozycja   | Czas      | Pozycja      | Pozycja | Źródło |
| ------------------- | ----------- | ---------- | ---------- | --------- | --------- | --------- | ------------ | ------- | ------ |
| Wałentyn Demjanenko | K-1 200m    | 39,749     | 1.         | 40,298    | 2.        | 39,493    | 2. (Final A) | srebro  | [ 31 ] |

Kobiety
| Zawodniczka            | Konkurencja | Eliminacje | Eliminacje | Półfinały | Półfinały | Finał    | Finał        | Pozycja | Źródło |
| Zawodniczka            | Konkurencja | Czas       | Pozycja    | Czas      | Pozycja   | Czas     | Pozycja      | Pozycja | Źródło |
| ---------------------- | ----------- | ---------- | ---------- | --------- | --------- | -------- | ------------ | ------- | ------ |
| Inna Osypenko-Radomska | K-1 200m    | 40,702     | 1.         | 39,803    | 1.        | 40,401   | 3. (finał A) | brąz    | \|     |
| Inna Osypenko-Radomska | K-1 500m    | 1:51,750   | 1.         | 1:57,627  | 2.        | 1:56,573 | 8. (finał A) | 8.      | \|     |

#### Kajakarstwo górskie
Mężczyźni
| Zawodnik    | Konkurencja | Eliminacje | Eliminacje | Eliminacje | Eliminacje | Eliminacje | Eliminacje | Półfinały | Półfinały | Finał | Finał   | Pozycja | Źródło |
| Zawodnik    | Konkurencja | P 1        | M.         | P 2        | M.         | Razem      | M.         | Czas      | Miejsce   | Czas  | Miejsce | Pozycja | Źródło |
| ----------- | ----------- | ---------- | ---------- | ---------- | ---------- | ---------- | ---------- | --------- | --------- | ----- | ------- | ------- | ------ |
| Jure Meglič | K-1         | 95,12      | 13.        | 90,70      | 8.         | 90,70      | 11.        | 145,00    | 14.       | NQ    | NQ      | NQ      | [ 33 ] |

### Kolarstwo

#### Kolarstwo szosowe
| Zawodnik         | Konkurencja                    | Czas    | Pozycja | Źródło |
| ---------------- | ------------------------------ | ------- | ------- | ------ |
| Maksym Averin    | wyścig ze startu wspólnego (m) | DNF     | DNF     | [ 34 ] |
| Ołena Pawluchina | wyścig ze startu wspólnego (k) | 3:59,05 | 35.     | [ 35 ] |

#### Kolarstwo torowe
Sprint
| Zawodnik      | Konkurencja       | Kwalifikacje  | Runda 1          | Repasaże                  | Runda 2         | Repasaże        | Ćwierćfinały    | Półfinały       | Finał           | Finał   | Źródło |
| Zawodnik      | Konkurencja       | Time Speed    | Przeciwnik Czas  | Przeciwnik Czas           | Przeciwnik Czas | Przeciwnik Czas | Przeciwnik Czas | Przeciwnik Czas | Przeciwnik Czas | Pozycja | Źródło |
| ------------- | ----------------- | ------------- | ---------------- | ------------------------- | --------------- | --------------- | --------------- | --------------- | --------------- | ------- | ------ |
| Olga Panarina | indywidualnie (k) | 11,162 64,562 | James P (11,542) | Meares Riessen P (11,527) | NQ              | NQ              | NQ              | NQ              | NQ              | NQ      | [ 36 ] |

Keirin
| Zawodnik      | Konkurencja | Runda 1 | Repesaż | Runda 2 | Finał   | Źródło |
| Zawodnik      | Konkurencja | Pozycja | Pozycja | Pozycja | Pozycja | Źródło |
| ------------- | ----------- | ------- | ------- | ------- | ------- | ------ |
| Olga Panarina | kobiety     | 4.      | 4.      | NQ      | NQ      | [ 36 ] |

### Lekkoatletyka
Mężczyźni
Konkurencje biegowe
| Zawodnik        | Konkurencja | Eliminacje | Eliminacje | Finał   | Finał   | Źródło |
| Zawodnik        | Konkurencja | Wynik      | Miejsce    | Wynik   | Miejsce | Źródło |
| --------------- | ----------- | ---------- | ---------- | ------- | ------- | ------ |
| Evans Kiplagat  | maraton     | N/A        | N/A        | 2:15,31 | 28.     | [ 37 ] |
| Hayle İbrahimov | 5000 m      | 13"27,11   | 7.         | NQ      | NQ      | [ 38 ] |

Konkurencje techniczne
| Zawodnik      | Konkurencja | Kwalifikacje | Kwalifikacje | Finał | Finał   | Źródło |
| Zawodnik      | Konkurencja | Wynik        | Miejsce      | Wynik | Miejsce | Źródło |
| ------------- | ----------- | ------------ | ------------ | ----- | ------- | ------ |
| Nazim Babayev | trójskok    | 16,38        | 25.          | NQ    | NQ      | [ 39 ] |

Kobiety
Konkurencje techniczne
| Zawodniczka  | Konkurencja | Kwalifikacje | Kwalifikacje | Finał | Finał   | Źródło |
| Zawodniczka  | Konkurencja | Wynik        | Miejsce      | Wynik | Miejsce | Źródło |
| ------------ | ----------- | ------------ | ------------ | ----- | ------- | ------ |
| Hanna Skydan | rzut młotem | 70,09        | 13.          | NQ    | NQ      | [ 40 ] |

### Łucznictwo
| Zawodnik    | Konkurencja       | Runda rankingowa | Runda rankingowa | 1/32             | 1/16             | 1/8              | Ćwierćfinały     | Półfinały        | Finał            | Finał   | Źródło |
| Zawodnik    | Konkurencja       | Wynik            | Miejsce          | Przeciwnik Wynik | Przeciwnik Wynik | Przeciwnik Wynik | Przeciwnik Wynik | Przeciwnik Wynik | Przeciwnik Wynik | Pozycja | Źródło |
| ----------- | ----------------- | ---------------- | ---------------- | ---------------- | ---------------- | ---------------- | ---------------- | ---------------- | ---------------- | ------- | ------ |
| Olga Senyuk | indywidualnie (k) | 623              | 37.              | Cao P 1:6        | NQ               | NQ               | NQ               | NQ               | NQ               | NQ      | [ 41 ] |

### Pływanie
Mężczyźni
| Zawodnik          | Konkurencja           | Eliminacje | Eliminacje | Półfinał | Półfinał | Finał | Finał   | Źródło |
| Zawodnik          | Konkurencja           | Czas       | Miejsce    | Czas     | Miejsce  | Czas  | Miejsce | Źródło |
| ----------------- | --------------------- | ---------- | ---------- | -------- | -------- | ----- | ------- | ------ |
| Boris Kiriłłow    | 200 m grzbietowym (m) | 2:05,01    | 26.        | NQ       | NQ       | NQ    | NQ      | [ 42 ] |
| Fatima Alkaramova | 100 m dowolnym (k)    | 59,41      | 41.        | NQ       | NQ       | NQ    | NQ      | [ 43 ] |

### Strzelectwo
Mężczyźni
| Zawodnik      | Konkurencja                  | Kwalifikacje | Kwalifikacje | Finał | Finał   | Źródło |
| Zawodnik      | Konkurencja                  | Wynik        | Pozycja      | Wynik | Pozycja | Źródło |
| ------------- | ---------------------------- | ------------ | ------------ | ----- | ------- | ------ |
| Rusłan Łuniew | pistolet pneumatyczny 10 m   | 577          | 15.          | NQ    | NQ      | [ 44 ] |
| Rusłan Łuniew | pistolet szybkostrzelny 25 m | 575          | 15.          | NQ    | NQ      | [ 44 ] |

### Szermierka
Kobiety
| Zawodnik      | Konkurencja          | 1/32             | 1/16             | 1/8              | Ćwierćfinały     | Półfinały        | Finał/3.miejsce  | Finał/3.miejsce | Źródło |
| Zawodnik      | Konkurencja          | Przeciwnik Wynik | Przeciwnik Wynik | Przeciwnik Wynik | Przeciwnik Wynik | Przeciwnik Wynik | Przeciwnik Wynik | Pozycja         | Źródło |
| ------------- | -------------------- | ---------------- | ---------------- | ---------------- | ---------------- | ---------------- | ---------------- | --------------- | ------ |
| Sabina Mikina | szabla indywidualnie | BYE              | Besbes P 12-15   | NQ               | NQ               | NQ               | NQ               | NQ              | [ 45 ] |

### Taekwondo
Kobiety
| Zawodnik          | Konkurencja     | 1/8              | Ćwierćfinał        | Półfinał         | Repesaż          | Finał/3.miejsce  | Finał/3.miejsce | Źródło |
| Zawodnik          | Konkurencja     | Przeciwnik Wynik | Przeciwnik Wynik   | Przeciwnik Wynik | Przeciwnik Wynik | Przeciwnik Wynik | Pozycja         | Źródło |
| ----------------- | --------------- | ---------------- | ------------------ | ---------------- | ---------------- | ---------------- | --------------- | ------ |
| Patimat Abakarowa | -49 kg          | Bogdanović P 2-3 | NQ                 | NQ               | Wu W 4-3         | Aziez W 7-2      | brąz            | [ 9 ]  |
| Fəridə Əzizova    | -67 kg (kobiet) | McPherson W 6-5  | Tursunkulova W 5-1 | Oh P 5-6         | N/A              | Gbagbi P 1-7     | 4.              | [ 46 ] |

Mężczyźni
| Zawodnik     | Konkurencja     | 1/8              | Ćwierćfinał         | Półfinał         | Repesaż          | Finał            | Finał   | Źródło |
| Zawodnik     | Konkurencja     | Przeciwnik Wynik | Przeciwnik Wynik    | Przeciwnik Wynik | Przeciwnik Wynik | Przeciwnik Wynik | Pozycja | Źródło |
| ------------ | --------------- | ---------------- | ------------------- | ---------------- | ---------------- | ---------------- | ------- | ------ |
| Milad Bejgi  | -80 kg mężczyzn | Coulibaly W 13-6 | Khodabakhshi w 17-5 | Muhammad P 7-12  | N/A              | Paziński W 12-0  | brąz    | [ 11 ] |
| Radik Isajew | +80 kg          | Żaparow W 11-5   | Cha W 12-8          | Cho W 4-1        | N/A              | Issoufou W 6-2   | złoto   | [ 47 ] |

### Triathlon
| Zawodnik         | Konkurencja | Pływanie (1,5 km) | Zmiana 1 | Jazda na rowerze (40 km) | Zmiana 2 | Bieg (10 km) | Czas    | Pozycja | Źródło |
| ---------------- | ----------- | ----------------- | -------- | ------------------------ | -------- | ------------ | ------- | ------- | ------ |
| Rostislaw Pewcow | mężczyźni   | 18:14             | 0,51     | 59:22                    | 0,42     | 32:47        | 1:52:06 | 39.     | [ 48 ] |

### Wioślarstwo
| Zawodnik                           | Konkurencja | Eliminacje | Eliminacje | Repesaż | Repesaż | Półfinały | Półfinały | Finał   | Finał      | Miejsce | Źródło |
| Zawodnik                           | Konkurencja | Czas       | M.         | Czas    | M.      | Czas      | M.        | Czas    | M.         | Miejsce | Źródło |
| ---------------------------------- | ----------- | ---------- | ---------- | ------- | ------- | --------- | --------- | ------- | ---------- | ------- | ------ |
| Aleksandyr Aleksandrow Boris Yotov | M2x         | 6:40,52    | 2.         | N/A     | N/A     | 6:37,49   | 6.        | 7:24,03 | 6. Finał B | 12.     | [ 49 ] |

### Zapasy
Mężczyźni – styl klasyczny
| Zawodnik         | Konkurencja | Kwalifikacje      | 1/8                | Ćwierćfinał        | Półfinał          | Repesaż 1        | Repesaż 2        | Finał/ 3.miejsce | Finał/ 3.miejsce | Źródło |
| Zawodnik         | Konkurencja | Przeciwnik Wynik  | Przeciwnik Wynik   | Przeciwnik Wynik   | Przeciwnik Wynik  | Przeciwnik Wynik | Przeciwnik Wynik | Przeciwnik Wynik | Pozycja          | Źródło |
| ---------------- | ----------- | ----------------- | ------------------ | ------------------ | ----------------- | ---------------- | ---------------- | ---------------- | ---------------- | ------ |
| Rövşən Bayramov  | -59 kg      | BYE               | Rodríguez W 8-0    | Thielke W 9-0      | Ōta P 2-4         |                  |                  | Berge P 1-1      | 5.               | [ 50 ] |
| Rəsul Çunayev    | -66 kg      | Martínez W 3-1    | Albijew W 3-1      | Aziz Bin Isa W 4-1 | Harutiunian P 1-3 | N/A              | N/A              | Ryu W 4-0        | brąz             | [ 51 ] |
| Elvin Mürsəliyev | -75 kg      | Raszad W2-1       | Kartykow W 5-1     | Bácsi P 0-5        | NQ                | NQ               |                  | NQ               | 7.               | [ 52 ] |
| Saman Tahmasebi  | -85 kg      | Czakwetadze P 0-3 | NQ                 | NQ                 | NQ                | Achlaghi P 2-3   | NQ               | NQ               | 13.              | [ 53 ] |
| Sabah Szari’ati  | -130 kg     | BYE               | Robert Smith W 3-1 | Kayaalp P          | NQ                | Caraballo W 4-0  | N/A              | Popp W 5-0       | brąz             | [ 54 ] |

Mężczyźni – styl wolny
| Zawodnik               | Konkurencja | Kwalifikacje     | 1/8                | Ćwierćfinał           | Półfinał         | Repesaż 1        | Repesaż 2        | Finał              | Finał   | Źródło |
| Zawodnik               | Konkurencja | Przeciwnik Wynik | Przeciwnik Wynik   | Przeciwnik Wynik      | Przeciwnik Wynik | Przeciwnik Wynik | Przeciwnik Wynik | Przeciwnik Wynik   | Pozycja | Źródło |
| ---------------------- | ----------- | ---------------- | ------------------ | --------------------- | ---------------- | ---------------- | ---------------- | ------------------ | ------- | ------ |
| Hacı Əliyev            | -57 kg      | BYE              | Yun W 12-2         | Chinczegaszwili P 3-5 | NQ               | N/A              | Sanaa W10-8      | Dubow W 5-4        | brąz    | [ 55 ] |
| Toğrul Əsgərov         | -65 kg      | BYE              | Kwiatkowski W 12-2 | Molinaro W 10-0       | Chamizo W 7-4    |                  |                  | Ramonow P 0-11     | srebro  | [ 56 ] |
| Cəbrayıl Həsənov       | -74 kg      | BYE              | Izquierdo W 10-0   | Makaraszwili 'W” 11-0 | Giedujew P 4-5   | N/A              | N/A              | Abdurahmonov W 9-7 | brąz    | [ 57 ] |
| Şərif Şərifov          | -86 kg      | BYE              | Bi W 4-0           | Baranowski W 3-0      | Sadułajew P 1-3  | N/A              | N/A              | Ceballos W 3-1     | brąz    | [ 58 ] |
| Chietag Gaziumow       | -97 kg      | Baran W 3-0      | Jazdani W 2-1      | Ibragimow W 12-3      | Andrijcew W 11-0 | N/A              | N/A              | Snyder W 1-2       | srebro  | [ 59 ] |
| Dżamaładdin Magomiedow | -125 kg     | BYE              | Dlagnev P 5-6      | NQ                    | NQ               | NQ               | NQ               | NQ                 | 12.     | [ 60 ] |

Kobiety – styl wolny
| Zawodniczka       | Konkurencja | Kwalifikacje     | 1/8              | Ćwierćfinał      | Półfinał         | Repesaż 1        | Repesaż 2        | Finał/3.miejsce  | Finał/3.miejsce | Źródło |
| Zawodniczka       | Konkurencja | Przeciwnik Wynik | Przeciwnik Wynik | Przeciwnik Wynik | Przeciwnik Wynik | Przeciwnik Wynik | Przeciwnik Wynik | Przeciwnik Wynik | Pozycja         | Źródło |
| ----------------- | ----------- | ---------------- | ---------------- | ---------------- | ---------------- | ---------------- | ---------------- | ---------------- | --------------- | ------ |
| Marija Stadnik    | -48 kg      | BYE              | Bermúdez W 10-0  | Matkowska W 10-0 | Jankowa W 6-0    | N/A              | N/A              | Tōsaka P 2-3     | srebro          | [ 61 ] |
| Natalija Synyszyn | -53 kg      | BYE              | Yoshida P 0-4    | NQ               | NQ               | N/A              | Sambou W 4-0     | Argüello W 2-1   | brąz            | [ 62 ] |
| Julija Ratkiewicz | -58 kg      | BYE              | Herhel W7-5      | Rentería W 7-3   | Ichō P 0-10      | N/A              | N/A              | Amiri P 3-6      | 5.              | [ 63 ] |